# Omikron Kentavridi
Omikron Kentavridi so meteorji iz vsakoletnega meteorskega roja.

Radiant Omikron Kentavridov leži v ozvezdju Kentavra (Cen) (Centaurus). Omikron Kentavridi se pojavljajo od 31. januarja do 19. februarja, svoj vrhunec pa dosežejo 11. februarja.

## Opazovanje
Omikron Kentavridi izhajajo iz enega izmed radiantov v ozvezdju Kentavra. So najšibkejši med vsemi radianti v tem ozvezdju. Opazimo lahko manj kot 1 utrinek na uro.. Vidni so samo na južni polobli.